# Нова Воля (Люблінське воєводство)
Нова Воля, раніше Руська Воля (пол. Nowa Wola) — село в Польщі, у гміні Серники Любартівського повіту Люблінського воєводства. Населення — 960 осіб (2011).

## Історія
1620 року вперше згадується православна церква в селі У 1827 році в селі було 91 будинки та 615 жителів.
У часи входження до складу Російської імперії належало до гміни Серники Любартівського повіту Люблінської губернії. У 1881 році відбулася велика пожежа, внаслідок якої все село згоріло.
У 1975—1998 роках село належало до Люблінського воєводства.

## Населення
Демографічна структура станом на 31 березня 2011 року:
|          | Загалом | Допрацездатний вік | Працездатний вік | Постпрацездатний вік |
| -------- | ------- | ------------------ | ---------------- | -------------------- |
| Чоловіки | 480     | 111                | 307              | 62                   |
| Жінки    | 480     | 95                 | 266              | 119                  |
| Разом    | 960     | 206                | 573              | 181                  |